# Platyarthrus maderensis
Platyarthrus maderensis är en kräftdjursart som beskrevs av Albert Vandel1960. Platyarthrus maderensis ingår i släktet Platyarthrus och familjen myrbogråsuggor. Inga underarter finns listade i Catalogue of Life.